# 八王子市立第一中学校
八王子市立第一中学校は、東京都八王子市にある公立中学校である。

## 概要
1947年に開校した。当時は台町に分校があった。また、女子バスケットボールの強豪校であり、全国大会でも優勝したことがある。その為越境入学を昔から認めていた。

## 沿革
1947年5月10日 - 生徒数838名で開校。